# 口温不花
口温不花（蒙古语：Ku'un buqa，?—?），《史集》作کمن بوقا/Kumun būqā，孛儿只斤氏。成吉思汗的侄子，别里古台的次子，也速不花、罕禿忽的兄弟。
1230年，口温不花跟随窝阔台攻金潞州（今山西省长治市）、凤翔府（今陕西省凤翔县）。1232年春，率兵从白坡（今河南省孟州市西）渡黄河，奉命率万骑与拖雷军在三峰山（今河南省禹州市南）会师，大败金兵，三峰山之战获胜，擒获金朝将领移剌蒲阿。1235年，率察罕等军攻南宋，攻克枣阳及光化军（今湖北省老河口市西北）。1237年，围攻光州（今河南省潢川县），命张柔、史天泽等攻城，迫降南宋将领黄舜卿。又攻下黄州（今湖北省黄冈市）。因为他善于带兵作战，较少扰民，被汉族士大夫称为蒙古人中的贤者。

## 延伸阅读
[在维基数据编辑]
 《新元史/卷105》，出自柯劭忞《新元史》